# 角川文库
角川文庫（日语：角川文庫），是日本出版社KADOKAWA旗下角川書店发行的文庫。

## 变迁
1949年創刊時為B6開本，1950年起改为A6開本。
在角川源義为角川書店社長的時代，出版方向是「文藝路線」，書目以夏目漱石、森鷗外、芥川龍之介等為代表的近代日本文学作家的作品，和以《源氏物語》、《平家物語》等為代表的古典文学作品为主，并發行许多外国文学经典作品；源義長子角川春樹接任社長後，風格轉變為「大眾路線」（参照角川書店的#角川商法）；1993年，角川春樹因大麻事件遭到逮捕，其弟角川歷彥継任社長，文庫至今依然維持大眾路線。

## 角川商法
角川商法中，大規模的宣傳电影与書籍的相乘效果的媒体组合成为热门话题。

## 分类
从1989年3月分类。
- 綠帶 - 現代日本文学
- 青帶 - 現代日本文学（少年少女向）、現在为角川Sneaker文庫、角川Ruby文庫（日语：角川ルビー文庫）和角川Beans文庫
- 赤帶 - 外国文学　
  - 501～ - 外国推理傑作選
  - 701～ - SF・幻想
  - 801～ - SF少年
- 黄帶[1]- 古典日本文学、現在为角川Sophia文庫（日语：角川ソフィア文庫）
- 白帶[2]- 思想・科学・藝術・其他、現在为角川Sophia文庫

## 标记
对角川文库的标记进行解说。
チョックラ・ド・フローネ
ディスくん
就像张开大口的河马
。
ハッケンくん
商标为红色的鼻子。最新发现、鼻子变成了「！」

。

## 派生文庫
斜體代表已休刊。
- 角川文庫F Series（日语：角川文庫Fシリーズ） - 赤帶（SP701〜）。
- 角川Horror文庫（日语：角川ホラー文庫）
- 角川Sophia文庫（日语：角川ソフィア文庫） - 角川日本古典文庫（黃帶）和角川文庫Sophia（白帶）的統合。由角川學藝出版發行。
- 角川Surprised文庫 - 次文化文庫。黃帶（SP201〜）。
- The Television文庫（日语：ザテレビジョン） - 娛樂·生活情報。角川Surprised文庫的實質後繼文庫。
- 角川Sneaker文庫 - 輕小說文庫。
  - 角川Sneaker·G文庫（日语：角川スニーカー・G文庫）
- 角川Ruby文庫（日语：角川ルビー文庫） - BL作品。
  - 角川Teens Ruby文庫（日语：角川ティーンズルビー文庫）
- 角川Beans文庫 - 角川Teens Ruby文庫的後繼文庫。
- 角川Tsubasa文庫（日语：角川つばさ文庫） - 兒童文學文庫。新書（日语：新書）開本。
- 角川文庫Classics
- 角川文庫Revival Collection
- 角川文庫My Dear Story
- 復刊文庫
- 角川Scarlet文庫
- 角川文庫Hard Roman
- 角川mini文庫（日语：角川mini文庫）

## 脚注
1. ↑  創刊当初为紫帯。
2. ↑  創刊当初为青帯。
3. ↑  .   [2014-03-13]. （原始内容存档于2020-06-12）.
4. ↑  .   [2014-03-13]. （原始内容存档于2014-02-23）.
5. ↑  .   [2014-03-13]. （原始内容存档于2016-09-23）.
6. ↑  .   [2014-03-13]. （原始内容存档于2013-11-11）.